# Випробування у соляному тумані

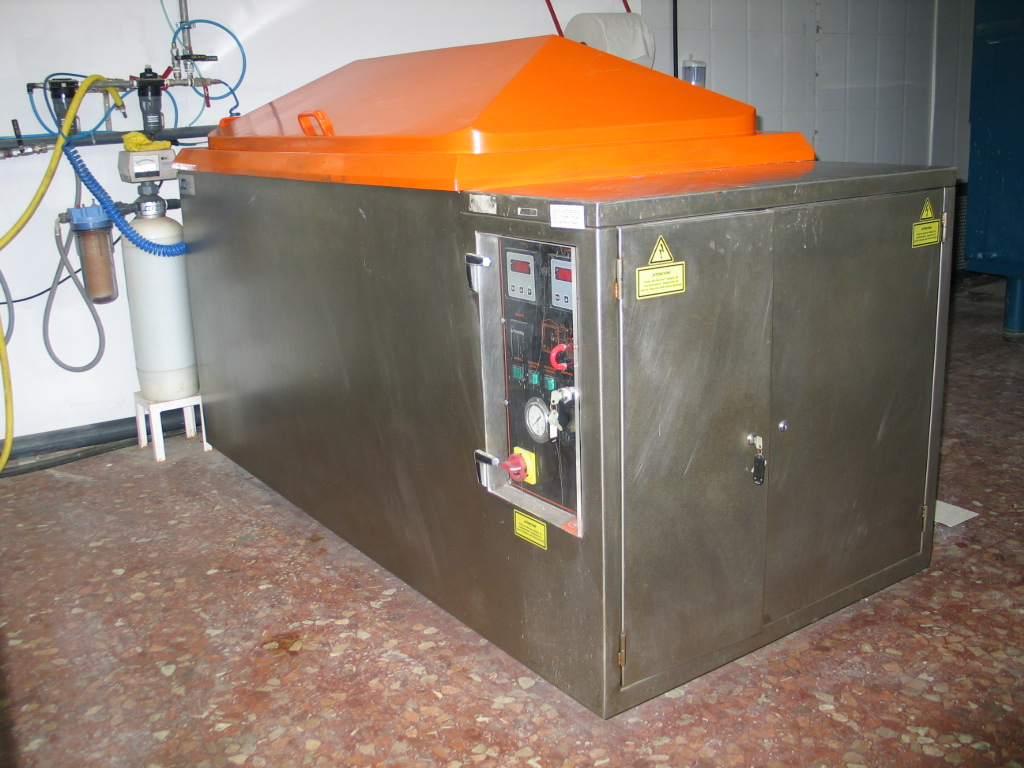
Камера для випробувань у соляному тумані

Випро́бування у соляно́му тума́ні (англ. salt fog test, salt spray test) — стандартизований метод випробування, який використовують для визначення корозійної стійкості захисних покриттів.
Покриття захищають від корозії вироби зі сталі, бронзи та інших матеріалів. Оскільки покриття є досить стійкими до корозії у звичайних умовах, було розроблено спосіб, що дає змогу провести пришвидшені випробування стійкості покриття з використанням корозійно активного середовища у вигляді соляного туману. Через певний час витримки зразка в тумані перевіряють, чи не з'явилися продукти корозії — оксиди. Тривалість випробування залежить від корозійної стійкості покриття; чим стійкіше до корозії досліджуване покриття, тим довше воно не має показувати слідів корозії.
Випробування соляним туманом є популярним, оскільки воно дешевше, швидке, добре стандартизоване й має досить високу повторюваність результатів. Однак кореляція між стійкістю в соляному тумані й очікуваною тривалістю життя покриття є досить слабкою, оскільки корозія — значно складніший процес і на неї впливає безліч інших чинників.

## Обладнання для випробування
Пристрій для випробування складається з герметично закритої камери, у якій через сопло розпилюють розчин солі (переважно розчин хлориду натрію). Оскільки рівномірно підтримувати корозійну атмосферу досить важко в об'ємі меншому за 400 літрів, як мінімально допустимий для камери стандартами (як чинними ASTM B117 і ISO 9227, так і скасованим DIN 50021) узятий саме об'єм 400 л. Хоча на ринку відомі камери об'ємами від 260 до 58300 літрів, більшість комерційно доступних установок виготовляють з об'ємами від 420 до 4500 літрів.

## Випробування
Випробування, виконувані з 5 % розчином NaCl, називають англ. NSS (neutral salt spray) — нейтральний соляний туман. Результати подають зазвичай у годинах, проведених в NSS без появи продуктів корозії (наприклад, 720 год в NSS за ISO 9227). Інші розчини, що знайшли застосування: оцтова кислота — випробування ASS англ. acetic salt spray та оцтова кислота з хлоридом міді — випробування CASS, що застосовуються для оцінювання корозійної стійкості декоративних покриттів, наприклад гальванічних мідь-нікель-хром, мідь-нікель, анодованого алюмінію. Ці підкислені випробувальні розчини зазвичай мають рН від 3,1 до 3,3.
Стандарт ISO 9227 не рекомендує проводити випробування ASS чи CASS у тій же камері, що й NSS, оскільки повністю очистити камеру від слідів оцтової кислоти дуже складно, хоча в стандарті ASTM B117 це не зазначено.
Стандарт ASTM G85 є найпопулярнішим стандартом загальних методів випробування покриттів модифікованим сольовим туманом. У стандарті описано п'ять видів таких випробувань, поданих у додатках з А1 до А5.
- A1 — Acetic Acid Salt Spray Test (non-cyclic) — випробування оцтовокислим соляним розпиленням (неперервне)
- A2 — Acidified Salt Fog Test (cyclic) — випробування у підкисленому соляному тумані (циклічне)
- A3 — Seawater Acidified Test (cyclic) — випробування у морській підкисленій воді (циклічне)
- A4 — SO2 Salt Spray Test (cyclic) — випробування розпиленням суміші розчину солі з діоксидом сірки (циклічне)
- A5 — Dilute Electrolyte Salt Fog/Dry Test (cyclic) — циклічне випробування соляним туманом з наступним сушінням при підвищеній температурі.

Типи кліматичних камер, які використовують для випробування модифікованим соляним туманом за ASTM G85, здебільшого схожі на камери, що використовують для випробування за ASTM B117, але вони часто мають додаткові функції, як-от автоматична система керування циклічною зміною умов випробувань.

## Стандартизація
Конструкція камери, процедура й основні параметри випробування (температура, тиск, концентрація розчину, рН) описані в стандартах ASTM B117 та ISO 9227. Для підтвердження відповідності процедури випробування вимогам стандарту необхідно щодня перевіряти й фіксувати ці параметри.
Однак стандарти не зазначають необхідної тривалості випробування і не описують, які прояви корозії вважати допустимими. Ці вимоги узгоджуються між виробником і замовником. Наприклад, в автомобільній промисловості такі вимоги зазначають у специфікаціях.
Тривалість випробування різниться для різних видів покриттів. Наприклад, оцинкована й пасивована сталь може витримувати 96 годин у соляному тумані до появи білої іржі. Вироби з гальванічним цинк-нікелюванням витримують понад 720 годин випробування NSS (або 48 годин випробування CASS) до появи червоної іржі.
Вимоги замовника встановлюють мінімальний час перебування зразка в соляному тумані без появи іржі.

## Використання
Зазвичай за допомогою цих методів тестують покриття:
- Фосфатовані поверхні (з наступними фарбуванням, лакуванням чи ґрунтуванням);
- Електролітичне цинкування[4];
- Гальванічні хром, нікель, мідь, олово;
- Холодне цинкування;
- Покриття, що наносять методами газотермічного напилення.

Поверхні з гарячим цинкуванням зазвичай не випробовують цим методом. Гаряче цинкування утворює при контакті з атмосферою карбонати цинку, які й захищають метал від корозії. У сольовій камері карбонати не утворюються, тому такі випробування не є показовими.
Поверхні, пофарбовані після цинкування, можуть випробовуватись цим методом.
Випробування може тривати від декількох годин (наприклад, від 8 до 24 годин для фосфатованої сталі) до більше ніж місяця (наприклад, 720 годин для цинково-нікелевих покриттів, 1000 годин для деяких холодноцинкових покриттів).
Випробування у соляному тумані отримало найбільше поширення в автомобільній, будівельній та аерокосмічній галузях.